# Carl Ribbing (1718–1773)
Carl Ribbing af Koberg, född den 18 oktober 1718 på Högestads gods i  socknen med samma namn, Malmöhus län, död den 2 december 1773 i Sankt Petersburg, var en svensk friherre, militär och diplomat.
Ribbing blev student vid Lunds universitet 1735. Han blev volontär vid fortifikationen 1733, konduktör vid Stockholmsbrigaden 1735, löjtnant vid Kalmarbrigaden 1742, kapten vid fortifikationen 1747 och major 1754. Ribbing befordrades till överste och blev kommendant i Landskrona 1762 och kommendant i Kalmar 1765. Han blev envoyé extraordinaire till Ryssland 1766. Ribbing utnämndes till landshövding i Nylands och Tavastehus län 1773 och till
generalmajor samma år.
Carl Ribbing var son till Bengt Ribbing. Han var ogift men fick tre barn med sin kusin Stina Piper.